# Timoteo Viti

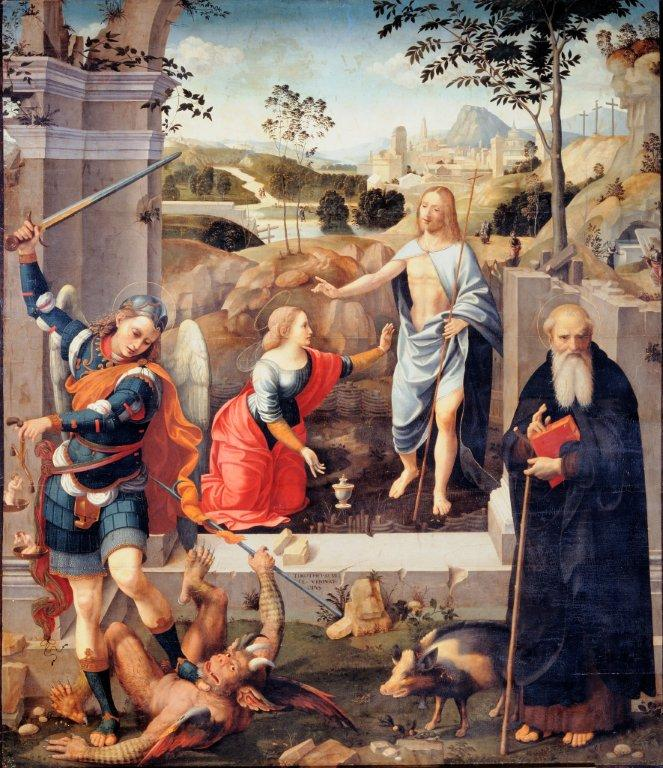
Altar em Cagli

Timoteo Viti (Urbino, 22 de novembro de 1469 — Urbino, 1523), às vezes chamado de Timoteo della Viti ou Timoteo da Urbino, foi um pintor italiano do Renascimento intimamente associado a Rafael.
Nascido em Urbino, Viti era neto do pintor Antonio Alberti. De acordo com Vasari e Carlo Cesare Malvasia, Viti foi aprendiz de Francesco Francia em Bolonha entre 1490 e 1495. Substituiu, em 1495, Giovanni Santi, pai de Rafael na corte de Urbino e permaneceu amigo do pintor e de sua família, tendo seus descendentes vendido vários desenhos de Rafael a Pierre Crozat no século XVII.
Em 1503, Viti trabalhou em Urbino para Cesare Borgia e Guidobaldo I de Montefeltro e também em Siena. Em 1514, trabalhou com Rafael nos afrescos da Capela Chigi Chapel na Igreja de Santa Maria della Pace em Roma. De acordo com Vasari, Timoteo, além de artista, era poeta e músico. Era também politicamente ativo em Urbino. Serviu como magistrado em 1508 e magistrado chefe em 1513.